# 咲木春乃
咲木 春乃（さかき はるの、2000年11月6日 - ）は、日本の女優、タレント。
岡山県倉敷市出身。ユニコンスター所属。愛称は「はるのん」。

## 略歴
四人家族の次女として生をうける。
幼少期からテレビっ子で、テレビに張り付いては2時間サスペンスなどを好んで見るような子であった。
11歳の時に「人間になりたがった猫」でジリアンを演じたことで、人前に立って芝居することに楽しさと喜びを感じ、女優に興味を持ち始める。
高校時代はダンス部と放送部に所属し、校内行事はもちろん作品制作などを行い、ラジオドラマ部門で全国大会出場をしている。
高校卒業をきっかけに東京に上京し、舞台やドラマを中心に女優としての活動をスタートする。
2021年、ユニコンスター株式会社に所属。以降、役者やタレントとして幅広いジャンルで活躍している。

## 出演

### 舞台
- ふろあがり（kys studio tokyo presents 2021年10月） - 寺田絵梨 役
- 時分自間旅行2021（TAIYO MAGIC FILM 10周年スペシャル本公演、2021年12月） - 堀川 役
- AUBE GIRL‘S STAGE（2022年6月）[3]

### テレビドラマ
- しゃべくり007 ミニドラマ（日本テレビ、2022年4月）
- Tokyo vice 第1話（マイケル・マン監督、2022年4月） - 受験生 役
- クロステイル 第8話（土曜ドラマ、2022年5月）
- 世にも奇妙な物語’23 夏の特別編「お姫様クラブ」（フジテレビ、2023年6月） - 須田優子 役

### ラジオ小説
- オート・リバース（JBA×radiko共同企画 青春ラジオ小説、2020年12月） - 生徒 役

### ラジオ番組
- 野村宏伸のSLOWLIFE（2022年10月 - ） - レギュラー出演[4]